# Alianța PSD–UNPR–ALDE
La data de 10 februarie 2014 a fost constituită Uniunea Social Democrată (USD), ca alianță a partidelor Partidul Social Democrat (PSD), Uniunea Națională pentru Progresul României (UNPR) și Partidul Conservator (PC).
Partidul Național Liberal (PNL) a contestat însă înregistrarea, pe motiv că denumirea mai fusese folosită în 1996, după care, la data de 7 martie 2014, a fost constituită Alianța PSD–UNPR–PC.
Partidul Conservator (PC) a fuzionat la data de 19 iunie 2015 cu Partidul Liberal Reformator (PLR), formând astfel Partidul Alianța Liberalilor și Democraților (ALDE).

## Alegerile din 2016

### Protocolul de colaborarePSD-UNPR
La data de 4 februarie 2016, președintele PSD Liviu Dragnea și președintele UNPR Gabriel Oprea au semnat un protocol de colaborare, care prevede că organizațiile pot încheia alianțe în vederea alegerilor locale, iar după rezultatele acestora, se va stabili dacă vor candida pe liste comune și la alegerile parlamentare.

### Protocolul de colaborarePSD-ALDE
După semnarea protocolului cu UNPR, președintele de atunci al PSD, Liviu Dragnea, a declarat că PSD urmează să semneze în perioada următoare un protocol de colaborare pentru alegerile locale cu ALDE, partidul condus atunci de Călin Popescu-Tăriceanu și Daniel Constantin.
La data de 5 februarie 2016, liderul ALDE Călin Popescu-Tăriceanu a declarat că formațiunea pe care o conduce va semna un acord de colaborare în alegeri cu PSD.